# 格朗和哈尼族乡
格朗和哈尼族乡是中华人民共和国云南省西双版纳傣族自治州勐海县下辖的一个民族乡。

## 行政区划
格朗和哈尼族乡下辖以下村级行政区划单位：
苏湖村、帕宫村、南糯山村、帕真村和帕沙村。